# HD 36584
HD 36584，又名CP-68 375，SAO 249281、HR 1859，是一颗恒星，视星等为6.03，位于銀經279.07，銀緯-32.78，其B1900.0坐标为赤經5h 27m 31.3s，赤緯-68° -32.78′ 6″。